# A翼戰機
A翼戰機（英語：A-wing）是星際大战里的星际战斗机，由夸特动力船坞设计并制造，夸特汲取了克隆人战争时期星际战斗机的一些设计元素。

## 描述
A翼战机是一款由夸特设计并制造的高速星际截击机，受到克隆人战争时期的银河共和国战斗机设计的影响，A翼有着光滑的箭头外形、流线型的驾驶舱和庞大的双引擎。A翼战机即使停在反抗軍同盟机库中仍然让人感觉到惊人的速度，比鈦截擊機还快的速度令A翼非常适合闪电战。其每个翼尖都有一门可旋转的激光炮。

## 战功

### 银河内战以前
银河内战以前，反抗軍地下网络的凤凰中队使用了A翼，这就是A翼战机在银河内战以前的表现。凤凰中队用A翼骚扰、袭击帝国的运输舰队，为反抗事业夺取宝贵的资源。

### 银河内战
银河内战打响后，A翼战机被广泛应用于反抗軍同盟之中，证明其确实是可靠的战斗机。
霍斯战役、萨勒斯特战役、和恩多战役中都可以见到A翼的身影，参加恩多战役的绿色中队就使用了A翼战机。
在恩多戰役中的A翼摧毁了帝國的執行者驅逐艦。

### 后恩多时代
恩多战役后，新共和国和抵抗勢力（Resistance）繼續所用RZ-1 A翼戰機的後繼機種RZ-2 A翼戰機用來以打击帝国残余势力。